# Eugène Charles Auguste de Mandeville
Pour les articles homonymes, voir Mandeville.
Eugène Charles Auguste de Mandeville, né le 11 juin 1780 à Avesnes (Pas-de-Calais) et mort le 28 janvier 1850 à Neuwiller-lès-Saverne (Bas-Rhin), est un général français de la Révolution et de l’Empire.

## Biographie
Issu d'une famille de la noblesse militaire originaire de Normandie, il nait le 11 juin 1780 à Avesnes. Son père, Jacques de Mandeville, chevalier de l'Ordre de Saint-Louis, est capitaine au régiment Dillon. 
Dès onze ans, il entre à l'école royale le 24 novembre 1791, pour en sortir le 1er septembre 1794. À dix-sept ans, il est admis dans l'armée d'Italie en tant  que simple haut-le-pied dans les charrois de l'armée d'Italie, avant d'être nommé par le général Grouchy sous-lieutenant attaché à son état-major. Il participe ensuite aux campagnes de cette armée.
Le 22 juin 1804, il est nommé aide de camp du Général Clarke, puis celui du Général Bellavène avant de revenir au service de Clarke en 1805. Il épouse la même année Joséphine Henriette Zaepffel, sœur de Marie Françoise Joséphine Zaepffel, épouse du maréchal Clarke (à noter que deux autres sœurs Zaepffel ont également épousé deux autres barons de l'Empire, à savoir Étienne d'Hastrel de Rivedoux et Guillaume O'Meara). En septembre 1806, il est nommé capitaine et prend part aux campagnes de Prusse et de Pologne. Il fit avec distinction les campagnes de Prusse et de Pologne, et se fit remarquer principalement le 5 juin 1807, au combat de Guttstadt. Dans cette affaire, le 59e de Ligne, dont il commandait alors une compagnie, dut à la fermeté de son chef la conservation d'un grand nombre d'hommes dispersés par une fausse marche, et qu'il réunit dans un poste où il se défendit tout le jour, quoique atteint d'un coup de feu à l'épaule. Il est fait prisonnier avant d'être restitué à la France le 11 août 1807, ce qui lui vaut la croix de chevalier de la Légion d'honneur. 
Chef de bataillon en 1808, il participa aux campagnes d'Espagne de 1808 et 1809.
En 1813, Napoléon lui confie le commandement du 149e régiment d'infanterie de ligne avec le grade de colonel. Il est fait officier de la Légion d'honneur le 1er août 1813, et il est promu général de brigade le 29 août suivant.
À la bataille de Leipzig, après avoir pénétré dans les rangs de l'armée prussienne, il est de nouveau fait prisonnier et ne recouvre la liberté qu'en septembre 1814 à l'issue du traité de Paris. 
Pendant les Cent-jours, Napoléon lui confie le commandement des gardes nationales de Saverne], avec lesquelles il coopéra à la défense du cours du Rhin.
Sous la Restauration, il est chargé dès le 1er septembre 1815 du commandement militaire du département des Vosges, qu'il conserve jusqu'en 1829, date du décès de son épouse. Louis XVIII lui octroie le titre de Baron le 17 décembre 1818. Il prend sa retraite en 1831 et se retire à Neuwiller-lès-Saverne (Bas-Rhin) où il meurt le 28 janvier 1850. Il est enterré dans le cimetière communal aux côtés de son épouse, de son beau-frère Clarke. Il n'a pas de descendance.
Il est fait commandeur de la Légion d'honneur le 10 janvier 1835.

## Sources
- Dossier de Légion d'honneur du général de Mandeville/
- Mémoires de la Société archéologique de l'arrondissement d'Avesnes. 1897. sur Gallica
- (en) « Generals Who Served in the French Army during the Period 1789 - 1814: Eberle to Exelmans »
- Thierry Pouliquen, « Les généraux français et étrangers ayant servis [sic] dans la Grande Armée » (consulté le 13 mai 2014)
- « Cote LH/1714/40 », base Léonore, ministère français de la Culture
- « Eugène Charles Auguste de Mandeville », dans Charles Mullié, Biographie des célébrités militaires des armées de terre et de mer de 1789 à 1850, 1852 [détail de l’édition]